# Daisy Ridley
Daisy Jazz Isobel Ridley (ur. 10 kwietnia 1992 w Londynie) – brytyjska aktorka filmowa i telewizyjna. Wystąpiła m.in. w filmie Gwiezdne wojny: Przebudzenie Mocy oraz jego dwóch kontynuacjach jako Rey.

## Życiorys

### Młodość
Matka Ridley, Louise Fawkner-Corbett, pracuje na stanowisku specjalistki ds. komunikacji wewnętrznej, a jej ojciec, Chris Ridley, jest fotografem. Jest najmłodszą z pięciorga dzieci i ma dwie siostry: Kikę-Rose i Poppy oraz dwie siostry przyrodnie z poprzedniego małżeństwa jej ojca. Kika-Rose jest modelką pracującą dla agencji modelek Models 1. Jej partner, Charlie Hamblett, także jest aktorem.
Dom rodzinny Ridley mieści się w dystrykcie Maida Vale w zachodnim Londynie. Uczęszczała do Tring Park School for the Performing Arts w Hertfordshire, którą ukończyła w 2010 roku w wieku 18 lat.

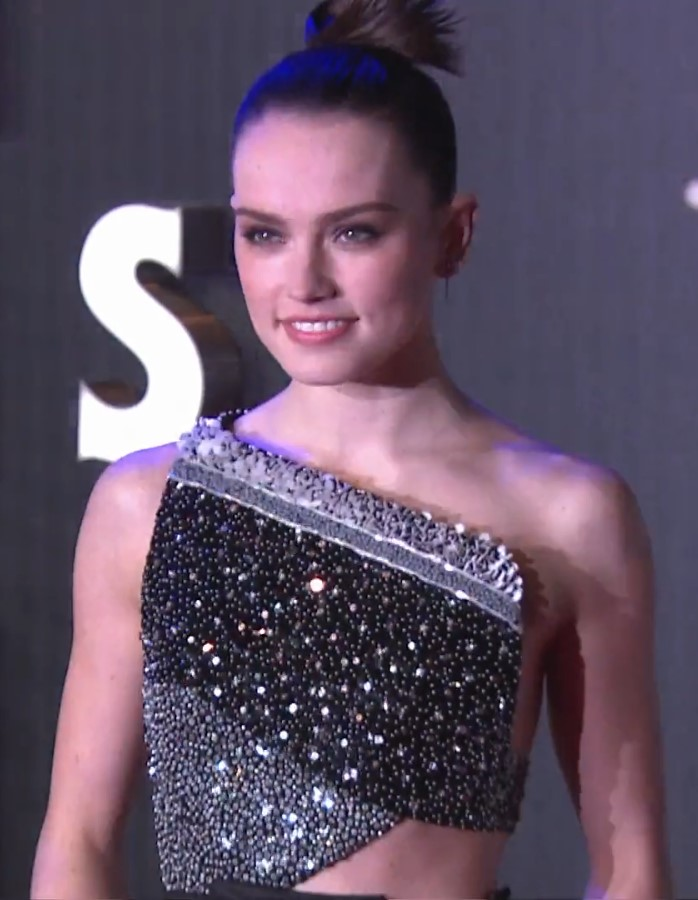
Daisy Ridley (2015)

### Kariera
Ridley wystąpiła w takich produkcjach telewizyjnych jak Youngers, Milczący świadek, Mr. Selfridge oraz Na sygnale. Zagrała także w krótkometrażowym filmie Blue Season, który rywalizował na Sci-Fi-London 48-Hour Film Challenge. Obsadzono ją w głównej roli w interaktywnym filmie Lifesaver nominowanym do Nagrody Brytyjskiej Akademii Filmowej. Wystąpiła w teledysku do utworu „Lights On” w wykonaniu Wileya.
W kwietniu 2014 roku ogłoszono, że aktorka zagra rolę Rey w VII części Gwiezdnych wojen. Do roli została wytypowana w lutym 2014 roku. Był to celowy zabieg reżysera Jeffreya Abramsa, który chciał odtworzyć kasting do części powstałej jako pierwszej (1977), podczas którego George Lucas zatrudnił jedynie mniej znanych aktorów.
W sierpniu 2014 roku, po otrzymaniu kilku konkurencyjnych ofert, Ridley zdecydowała się zmienić agencję artystyczną z Jonathan Arun na United Talent Agency. Po dwumiesięcznej współpracy z UTA, w październiku 2014 roku, Ridley podpisała kontrakt z Creative Artists Agency (CAA).

## Życie prywatne
Jest żoną aktora Toma Batemana, z którym w związku jest od 2017 roku. Poznali się na planie Morderstwa w Orient Expressie.
W 2007 roku, w wieku 15 lat zdiagnozowano u niej endometriozę oraz policystyczność jajników, przez co musiała poddać się zabiegom laparoskopowym. Trądzik będący efektem ubocznym choroby miał w znaczący sposób obniżyć jej poczucie własnej wartości. W 2024 poinformowała o zdiagnozowaniu u niej choroby Gravesa-Basedowa.

## Filmografia

### Film
| Rok  | Tytuł                                                    | Rola                  | Uwagi           |
| ---- | -------------------------------------------------------- | --------------------- | --------------- |
| 2013 | Lifesaver                                                | Jo                    | krótkometrażowy |
| 2013 | Blue Season                                              | Sarah                 | krótkometrażowy |
| 2013 | 100% BEEF                                                |                       | krótkometrażowy |
| 2013 | Crossed Wires                                            |                       | krótkometrażowy |
| 2015 | Scrawl                                                   | Hannah                |                 |
| 2015 | Gwiezdne wojny: Przebudzenie Mocy                        | Rey                   |                 |
| 2017 | Morderstwo w Orient Expresie                             | Mary Debenham         |                 |
| 2017 | Gwiezdne wojny: Ostatni Jedi                             | Rey                   |                 |
| 2018 | Piotruś Królik                                           | Puchowy Ogonek (głos) |                 |
| 2018 | Ophelia                                                  | Ofelia                |                 |
| 2019 | Gwiezdne wojny: Skywalker. Odrodzenie                    | Rey                   |                 |
| 2021 | Ruchomy chaos (Chaos Walking)                            | Viola Eade            |                 |
| 2022 | Bańka (The Bubble)                                       | Kate                  |                 |
| 2023 | Czasem myślę o umieraniu (Sometimes I Think About Dying) | Fran                  |                 |
| 2023 | Leonardo. Odkrywca (The Inventor)                        | Marguerite (głos)     |                 |
| 2023 | Córka króla moczarów (The Marsh King's Daughter)         | Helena                |                 |
| 2024 | Magpie                                                   | Anette                |                 |
| 2024 | Dziewczyna i morze (Young Woman and the Sea)             | Trudy Ederle          |                 |

### Telewizja
| Rok  | Tytuł            | Rola             | Uwagi                                      |
| ---- | ---------------- | ---------------- | ------------------------------------------ |
| 2013 | Na sygnale       | Fran Bedingfield | Odcinek „And the Walls Come Tumbling Down” |
| 2013 | Youngers         | Jessie           | Odcinek „A to B and the Apology”           |
| 2013 | Toast of London  | Stage Hand       | Odcinek „Vanity Project”                   |
| 2014 | Milczący świadek | Hannah Kennedy   | 2 odcinki, „Fraternity” część 1 i 2        |
| 2014 | Mr. Selfridge    | Roxy             | Odcinek #2.8                               |

## Nagrody i nominacje

### MTV
- 2016: wygrana w kategorii „przełomowa rola” za film Gwiezdne wojny: Przebudzenie Mocy[28]
- 2016: nominacja w kategorii „najlepszy bohater” za film Gwiezdne wojny: Przebudzenie Mocy
- 2016: nominacja w kategorii „najlepsza aktorka” za film Gwiezdne wojny: Przebudzenie Mocy
- 2016: nominacja w kategorii „najlepsza scena walki” za film Gwiezdne wojny: Przebudzenie Mocy

### Saturn
- 2016: nominacja w kategorii „najlepsza aktorka” za film Gwiezdne wojny: Przebudzenie Mocy[29]

### Empire Awards
- 2016: wygrana w kategorii „Best Female Newcomer” za film Gwiezdne wojny: Przebudzenie Mocy

### Nickelodeon Kids’ Choice Awards
- 2016: nominacja w kategorii „ulubiona aktorka filmowa”[30]